# Championnats du monde de pentathlon moderne 2005
Navigation
Édition précédente Édition suivante
Les Championnats du monde de pentathlon moderne 2005 se sont tenus à Varsovie en Pologne, du 3 août au 6 août 2005.

## Podiums

### Hommes
| Épreuves    | Or                                                           | Argent                                                  | Bronze                                                  |
| ----------- | ------------------------------------------------------------ | ------------------------------------------------------- | ------------------------------------------------------- |
| Individuel  | Chine Qian Zhenhua                                           | Russie Alexei Turkin                                    | Russie Andrei Moiseyev                                  |
| Par équipes | Russie Rustem Sabirkhuzin Aleksey Lebedinets Andrey Moiseyev | Tchéquie Libor Capalini Michal Michalik Michal Sedlecky | Allemagne Sebastian Dietz Steffen Gebhardt Eric Walther |
| Relais      | Hongrie Ákos Kállai Sándor Fülep Viktor Horváth              | Russie Aleksey Turkin Rustem Sabirkhuzin Pavel Sazonov  | Tchéquie Libor Capalini Michal Michalik David Svoboda   |

### Femmes
| Épreuves    | Or                                                                   | Argent                                                        | Bronze                                                     |
| ----------- | -------------------------------------------------------------------- | ------------------------------------------------------------- | ---------------------------------------------------------- |
| Individuel  | Italie Claudia Corsini                                               | Hongrie Zsuzsanna Vörös                                       | Lettonie Jeļena Rubļevska                                  |
| Par équipes | Russie Lyudmila Sirotkina Tatyana Muratova Yevdokiya Gretchichnikova | Hongrie Zsuzsanna Vörös Adrienn Szatmári Csilla Füri          | Pologne Edyta Małoszyc Paulina Boenisz Sylwia Czwojdzinska |
| Relais      | Allemagne Lena Schoneborn Elena Reiche Kim RaisneR                   | Russie Lyudmila Sirotkina Tatyana Muratova Olessiya Velitchko | Italie Claudia Corsini Sara Bertoli Alessia Pieretti       |